# Première Neige (nouvelle)
Pour les articles homonymes, voir Première Neige.
Première Neige est une nouvelle de Guy de Maupassant, parue en 1883.

## Historique
Première Neige est initialement publiée dans la revue Le Gaulois du 11 décembre 1883, puis dans le recueil posthume Le Colporteur en 1900. 
L'intrigue de cette nouvelle est également en partie reprise par Maupassant dans un chapitre de son roman Une vie.

## Résumé
Une jeune femme atteinte d'une fluxion de poitrine (tuberculose) et se sachant à l’article de la mort se remémore ses dernières années, assise sur un banc à Cannes.
Elle s’est mariée pour faire plaisir à ses parents, elle était une parisienne gaie et, du jour au lendemain, elle se retrouve isolée dans un château de Normandie. Elle n’aime pas son mari, mais le respecte.
Le premier hiver est terrible pour elle. Elle est frileuse, son mari qui est toujours en mouvement, ne craint pas le froid. Elle insiste pour avoir un calorifère, il refuse.
Elle réitère sa demande pour le deuxième hiver, il refuse toujours, mais finit par lui acheter une chaufferette de cuivre. Elle voudrait aussi sortir, voir du monde, aller à Paris, elle s’ennuie, mais lui ne voit rien, ne comprend rien. Ici, c’est sa vie, il ne comprend pas que l’on ne puisse pas vouloir y rester.
Quand elle insiste pour avoir son calorifère, il lui rétorque qu’elle n’a jamais eu de rhume depuis qu’elle habite ici. Aussi en personne timide, mais obstinée, elle décide de se  rendre malade en allant marcher pieds nus dans la neige, la nuit.
C'est alors qu'elle attrape une fluxion de poitrine. Le docteur ordonne que l'’on installe un calorifère, mais c’est trop tard, les poumons sont atteints, et surtout, elle ne veut pas guérir, elle ne veut pas passer un autre hiver en Normandie.
Elle part dans le midi durant un certain temps puis rentre au nord au printemps. Revenue à Cannes, elle reçoit une lettre de son mari où elle apprend qu'il a fait installer un calorifère. Satisfaite, elle interrompt sa lecture et meurt.

## Éditions
- Première Neige, dans Maupassant, Contes et Nouvelles, volume I, texte établi et annoté par Louis Forestier, éditions Gallimard, Bibliothèque de la Pléiade, 1974  (ISBN 978 2 07 010805 3).